# Signed and Sealed in Blood
Signed and Sealed in Blood er det ottende studiealbum fra den amerikanske punkrockgruppe Dropkick Murphys. Albummet blev udgivet den 8. januar 2013 på gruppens eget pladeselskab Born & Bred Records. Albummet debuterede som nummer 9 på Billboard album chart, hvilket var den næsthøjeste debut for bandet (det foregående album kom ind som nummer 6 i den første uge).
Der blev udgivet fare singler fra Signed and Sealed in Blood. "Rose Tattoo" var den første, hvorefter "The Season's Upon Us", som er en julesang fulgte i december 2012. Den blev en af gruppens mere succesfulde sange og kom ind på hitlister i flere lande. Herefter fulgte "The Boys Are Back" og "Out of Our Heads" som også blev brugt som temasang til realityhowet Boston's Finest. I 2013 udkom "Rose Tattoo" i en speciel velgørenhedsversion sammen med Bruce Springsteen. Den udkom som reaktion på terrorangrebet i Boston 2013. Singlen nåede nummer 25 på Rock Songs-hitlisten. "Prisoner's Song" er blvet brugt meget i reklamer for rommen Captain Morgan.

## Modtagelse
Signed and Sealed in Blood blev godt modtaget af musikanmelderne. Det har en gennemsnitlig rating på 77/100 på Metacritic baseret på 17 anmeldelser, hvilket indikerer at det har fået "generelt positive anmeldelser". Gregory Heaney fra AllMusic gav albummet fire ud af fem stjerner og kaldte det "et album der med garanti vil behage Murphys fans både gamle og nye". På The Observer gav Hermione Hoby kun to ud af fem stjerner. Kritikken var dog mestendels rettet mod bandet og ikke så meget selve albummet.

## Spor
| 1.    | "The Boys Are Back"                              | 3:20 |
| 2.    | "Prisoner's Song"                                | 2:47 |
| 3.    | "Rose Tattoo"                                    | 5:06 |
| 4.    | "Burn"                                           | 2:39 |
| 5.    | "Jimmy Collins' Wake" (Lyrics by Richar Johnson) | 2:59 |
| 6.    | "The Season's Upon Us"                           | 4:02 |
| 7.    | "The Battle Rages On"                            | 2:17 |
| 8.    | "Don't Tear Us Apart"                            | 3:01 |
| 9.    | "My Hero"                                        | 3:10 |
| 10.   | "Out on the Town"                                | 3:02 |
| 11.   | "Out of Our Heads"                               | 3:11 |
| 12.   | "End of the Night"                               | 5:17 |
| 40:49 |                                                  |      |

| 1. | "Lucky Charlie" (digitale butikker, Japanese CD)                                                                               |  |
| 2. | "The Boys Are Back (akustisk)" (bonus digital download kort med Deluxe Edition)                                                |  |
| 3. | "78RPM (Stiff Little Fingers Cover, skrevet af Jake Burns og Gordon Ogilvie)" (bonus digital download kort med Deluxe Edition) |  |
| 4. | "The Battle Rages On (acoustic)" (pre-order bonus digital download kort)                                                       |  |
| 5. | "AK-47 (All I Want For Christmas Is An)" ("The Season's Upon Us" 7" single)                                                    |  |
| 6. | ""Shark attack" bonus track on the vinyl pressing"                                                                             |  |

Folk der bestilte albummet på forhånd inden udgivelsen via bandets hjemmeside modtog et MP3 download af sangen "The Season's Upon Us" sammen med et digitalt downloadkort med deres ordre der inkluderer tre ekslusive sange. "The Season's Upon Us" blev også udgivet som 7" single i de specielle farver rød, grøn og hvid med b-siden "AK-47 (All I Want For Christmas Is An)".

## Personel

### Dropkick Murphys
- Al Barr – vokal
- Tim Brennan – guitar, harmonika, bouzouki, klaver, tin whistle, vokal
- Ken Casey – Vokal, basguitar
- Jeff DaRosa – banjo, bouzouki, mandolin, mandola, akustisk guitar, klaver, autoharpe, vokal
- Matt Kelly – trommer, vokal
- James Lynch – guitar, vokal
- Scruffy Wallace – sækkepibe, føljter

### Yderligere musikere
- Winston Marshall - gæstebanjo på "Rose Tattoo"
- Michelle DaRosa - vokal på "Rose Tattoo" og "The Season's Upon Us"
- Parkington Sisters - strengeinstrumenter på forskellige sange, vokal på "End of the Night" og "Shark Attack"
- Niki Cremmen - vokal "Rose Tattoo"